# Bahia (монітор)
Монітор «Баїя» (Bahia) початково був замовлений Парагваєм у 1864 під ім'ям «Мінерва», проте був проданий Бразилії коли замовник втратив можливість здійснювати платежі. Корабель брав участь у Війні Потрійного Альянсу 1864–70 проти Парагваю і взяв участь у прориві по Умаїті.

## Конструювання і опис
«Баїя» був одно-баштовим річковим монітором з металевим корпусом.  Довжина корабля від носу до гвинта вздовж ватерлінії складала 53,54 метри. Бімс корабля був 10,72 метри, а його максимальна осадка - 2,36 м. Водотоннажність «Баїя» становила 943 тони.  Корабель було оснащено тараном. Екіпаж -  125 осіб. Корабель мав дві парові машини з горизонтальними двигунами прямої дії, кожен з яких приводив у рух окремий гвинт, використовуючи пару з двох котлів. Двигуни забезпечували загальну потужність у 1640 індикативних кінських сил, що дозволяло «Баїя» розвивати максимальну швидкість у 10 вузлів (19 км/год). Корабель оснащувався вітрилами барка на трьох мачтах та бушпритом.
Озброєння «Баїя» складалося з двох 120-фунтових нарізних дульнозарядних гармат Вітворта. Корабель мав повний броньовий пояс вздовж ватерлінії з кованого заліза, товщина якого змінювалась від 114 міліметрів у центрі до 76 на конечностях корабля. Башта була захищена 114-міліметровою бронею.  Як броня поясу, так і башти лежала на 230 міліметровій підкладці з дерева.

## Будівництво та служба
«Баїя», названий на честь штату Бразилії, спочатку був замовлений Парагваєм британській суднобудівній фірмі Laird Brothers та закладений у 1864 під іменем «Мінерва» та заводським номером 326 на верфі у Беркенгеді. Наступного року корабель придбала Бразилія, оскільки після початку війни Парагвай виявився відрізаним від сполучення з зовнішнім світом та не міг відповідно здійснювати платежі. Корабель спустили на воду 11 червня 1865 та завершили роботи 22 січня 1866. 19 лютого 1868 разом з п'ятьма іншими бразильськими броненосцями корабель здійснив прорив по Умаїті, відрізавши парагвайську прибережну фортецю від постачання.